# سفيان أوميها
سفيان أوميها (بالفرنسية: Sofiane Oumiha) (مواليد 23 ديسمبر 1994) هو ملاكم فرنسي، مثّل بلاده في الألعاب الأولمبية الصيفية 2016.

## روابط خارجية
سفيان أوميها على موقع بوكس ريك (الإنجليزية) (registration required)
- سفيان أوميها على موقع اللجنة الأولمبية الدولية (الإنجليزية)
- سفيان أوميها على موقع أوليمبيديا (الإنجليزية)
- سفيان أوميها على موقع اللجنة الأولمبية الفرنسية (مؤرشف) (الفرنسية)